# Stazione di Tobel-Affeltrangen
La stazione di Tobel-Affeltrangen (in tedesco Bahnhof Tobel-Affeltrangen) è una stazione ferroviaria a servizio della frazione di Tobel nel comune svizzero di Tobel-Tägerschen sulla ferrovia Wil-Kreuzlingen.

## Storia
La stazione fu attivata il 16 dicembre 1911, in occasione dell'apertura della linea Wil-Kreuzlingen-Costanza.

## Strutture e impianti
La stazione dispone di due binari dotati di marciapiede per il servizio passeggeri. È dotata di un fabbricato viaggiatori in legno.

## Movimento
La stazione è servita dai treni a cadenza semioraria (e che fermano su richiesta) sulla relazione Romanshorn - Wil (linea S10 della rete celere di San Gallo).

## Servizi
Nella stazione sono presenti:
- Sala d'attesa
- Biglietteria automatica[3]

Inoltre, è presente un piccolo parcheggio di interscambio per automobili e biciclette.

## Interscambi
- Fermata autobus (Tobel-Affeltrangen, Bahnhof)[3][6]